# Ratakgruppen

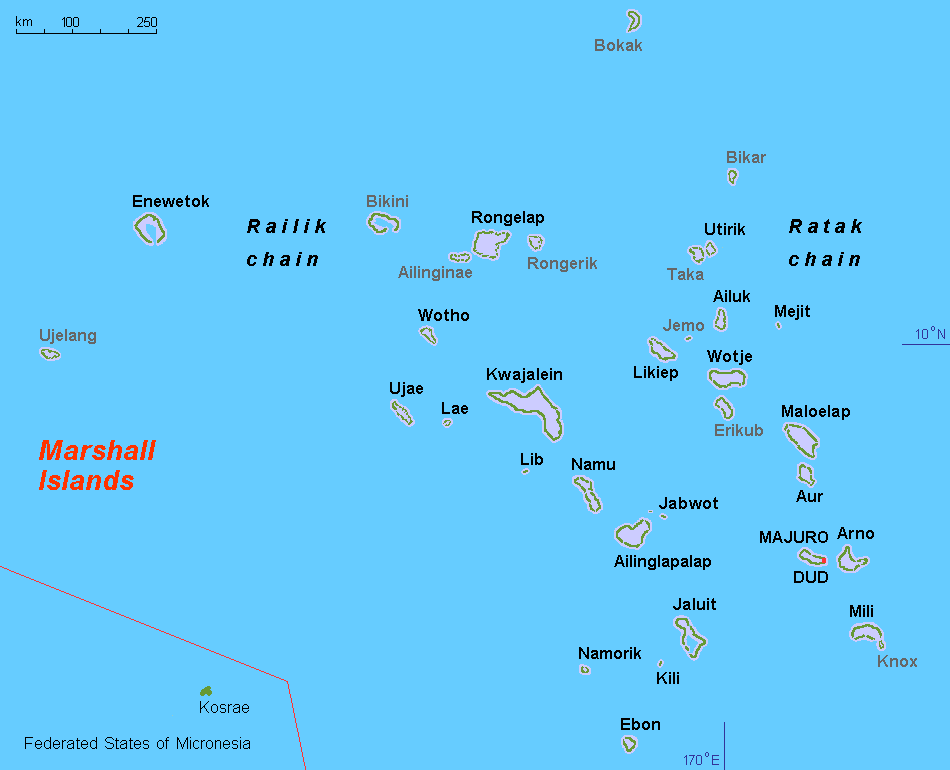
Marshallöarna, Rataköarna på höger sida

Ratakgruppen utgör den östra ögruppen i Marshallöarna i norra Stilla havet.

## Historia
Rataköarna har troligen bebotts av  mikronesier sedan cirka 1000 f.Kr. De upptäcktes 1526 av spanske kaptenen Alonso de Salazar och besöktes även av Álvaro de Saavedra kring 1529. Öarna var då några självständiga lokala kungadömen och hamnade senare under spansk överhöghet.
Kejsardömet Tyskland köpte ögruppen 1885 och ögruppen blev ett eget protektorat året efter och del i Tyska Nya Guinea. Under första världskriget ockuperades området i oktober 1914 av Japan som även erhöll förvaltningsmandat över området av Nationernas förbund vid Versaillesfreden 1919. Under andra världskriget användes ögruppen som militärbas av Japan tills USA erövrade området 1944. Därefter hamnade ögruppen under amerikansk överhöghet. 1947 utsågs Marshallöarna tillsammans med hela  Karolinerna till "Trust Territory of the Pacific Islands" av Förenta nationerna och förvaltades av USA.
I maj 1979 bildades den autonoma republiken Marshallöarna med lokalt självstyre och den 21 oktober 1986 blev landet självständigt.

## Geografi
Ögruppen ligger ca 200 km öster om Raliköarna och sträcker sig ca 1800 km i nordvästlig riktning. Rataköarna omfattar 14 atoller och två öar.
- Ailukatollen
- Arnoatollen
- Auratollen
- Bikaratollen
- Erikubatollen
- Jemoön
- Knoxatollen
- Likiepatollen
- Majuroatollen
- Maloelapatollen
- Mejitön
- Miliatollen
- Takaatollen
- Taongiatollen
- Utirikatollen
- Wotjeatollen

Ögruppen har cirka 32 000 invånare varav de flesta lever på Majuro och många öar är obebodda.
Namnet kommer från det marshalliska ordet ratak för "soluppgång".